# Oppidum de Jastres-Nord
L'oppidum de Jastres-Nord est un site archéologique d'époque gauloise et gallo-romaine située dans la commune de Lussas, dans le département de l'Ardèche (France). Il est aussi appelé La grande muraille.

## Histoire
Les fouilles menées dans les années 1970-1990 sur l’entrée principale de ces remparts ont conduit à la découverte de plus de 160 pièces métalliques, provenant pour l’essentiel de la combustion de la porte en bois monumentale donnant accès à l’agglomération.

## Description
Il s'agit d'un éperon barré par une forte muraille de pierre. Il est possible qu'il ait été la ville capitale des Helviens avant l'installation de cette dernière sur le site archéologique d'Alba-la-Romaine. L'oppidum délimité par la muraille occupe une superficie de 7 hectares et se situe à une altitude de 290 à 320 mètres. La muraille est la partie la plus visible aujourd'hui de l'oppidum. Trois états successifs ont été identifiés. Une première muraille, en pierre sèche, aujourd'hui très arasée, délimitait un espace de 4 hectares dès 130 AC . Dans le deuxième tiers du premier siècle avant notre ère, une nouvelle muraille est construite plus au sud. Liée au mortier de chaux, elle comporte cinq tours, une porte à chicane et un bastion.  À la fin du premier siècle avant notre ère cette muraille est réaménagée, transformée et prolongée. Dans ce dernier état les murs ont 6 mètres d'épaisseur.
La muraille compte sept tours de forme alternativement ronde et carrée au centre du plateau. Ces tours comportaient un étage et un toit de tuiles. Il y a alors une attention certaine à l'aspect esthétique et ostentatoire de la muraille. Selon Joëlle Dupraz et Christel Fraisse, « On peut voir dans la construction de chacun de ces remparts l'illustration d'un passage sans rupture de la Protohistoire à l'époque gallo-romaine marqué par une romanisation de plus en plus évidente. »
L'oppidum est abandonné, apparemment volontairement au début de notre ère, lorsque Alba dote les Helviens d'une nouvelle ville installée dans un endroit moins escarpé.
Un autre oppidum se trouve sur le plateau de Jastres, à 1 km au sud. Cet oppidum de Jastres-Sud se trouve sur la commune de Lavilledieu et occupe une superficie de 12 hectares. Le rempart est beaucoup plus simple, il s'agissait sans doute d'un oppidum refuge.

## Photographies du site

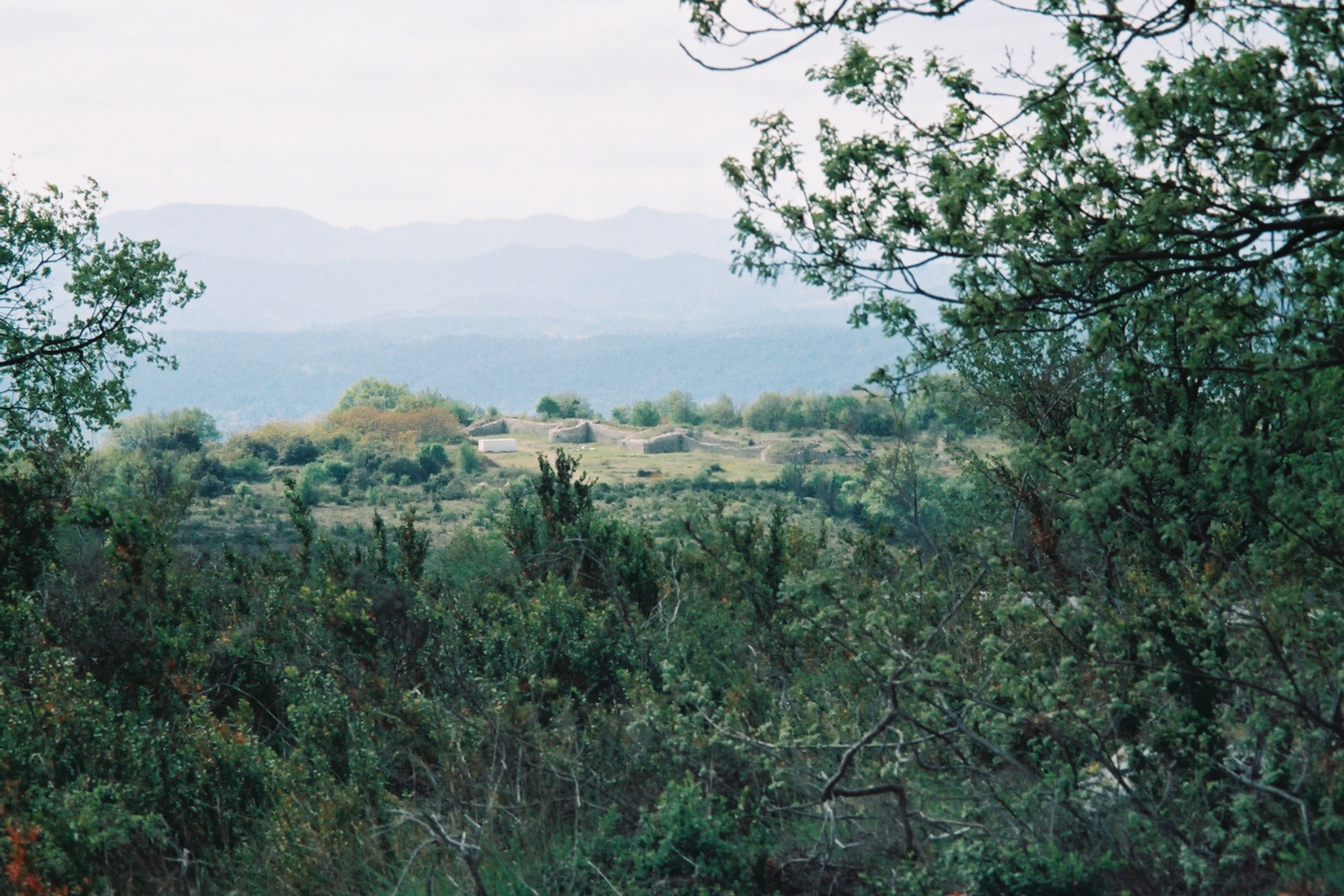
Le site.
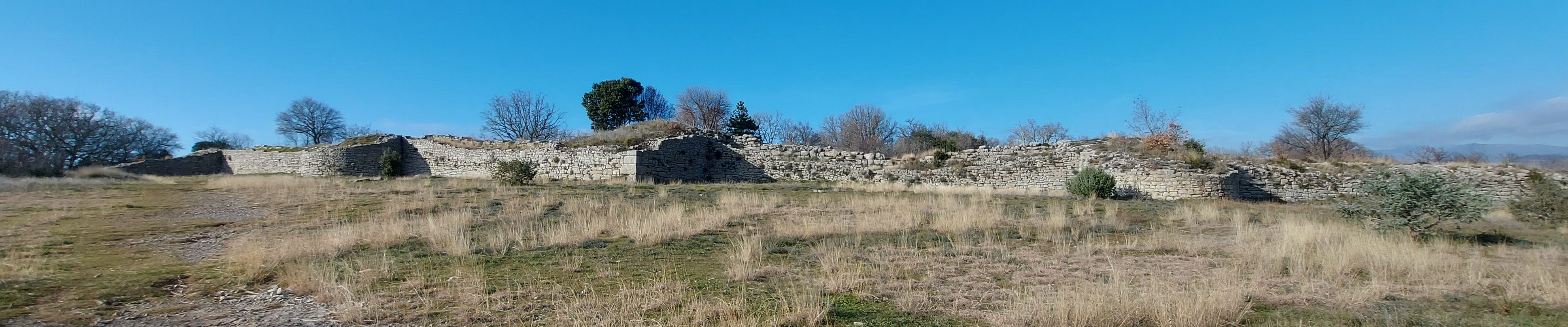
Vue sud de l’oppidum de Jastres-Nord
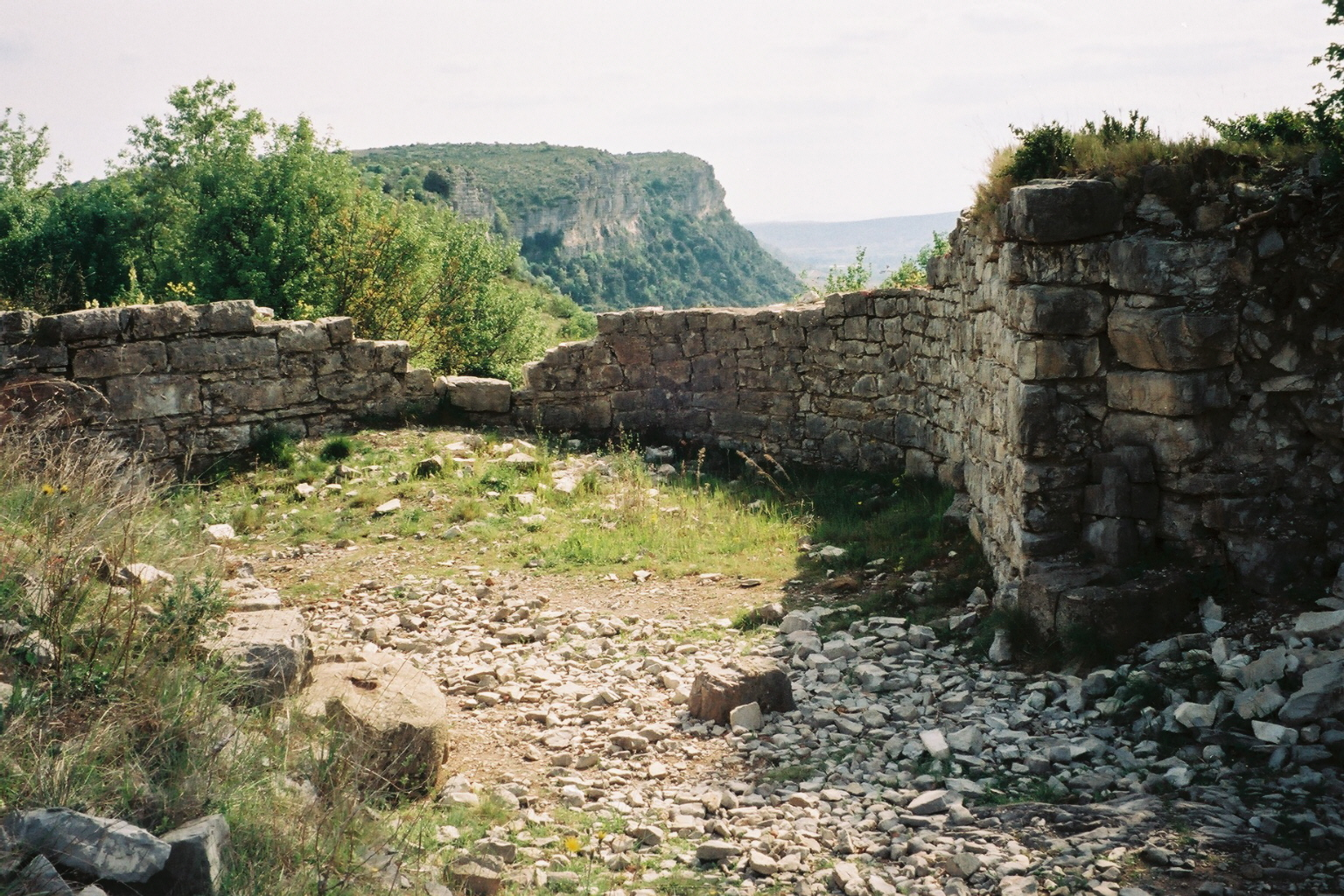
Porte de l'oppidum.
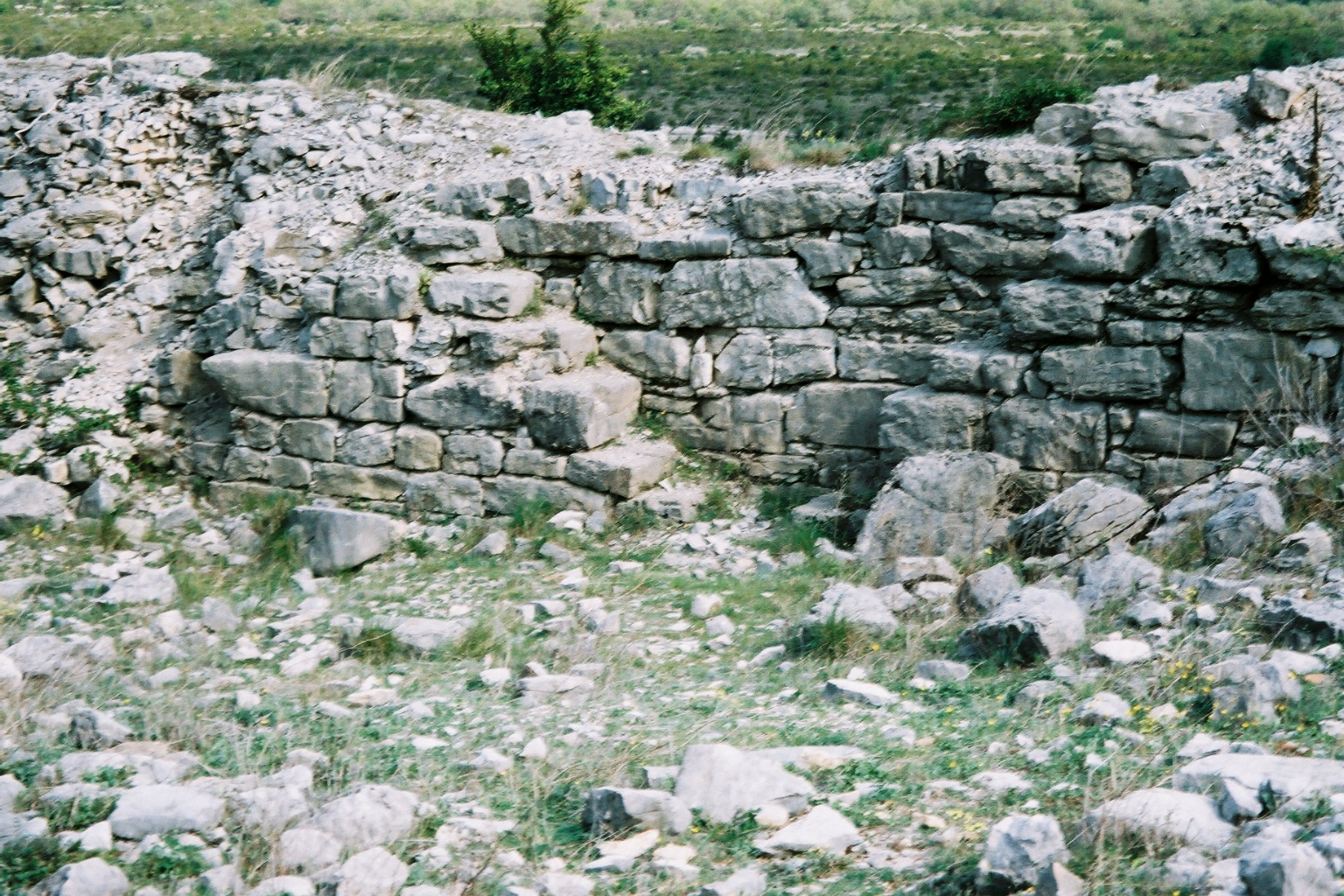
Détail de la muraille.
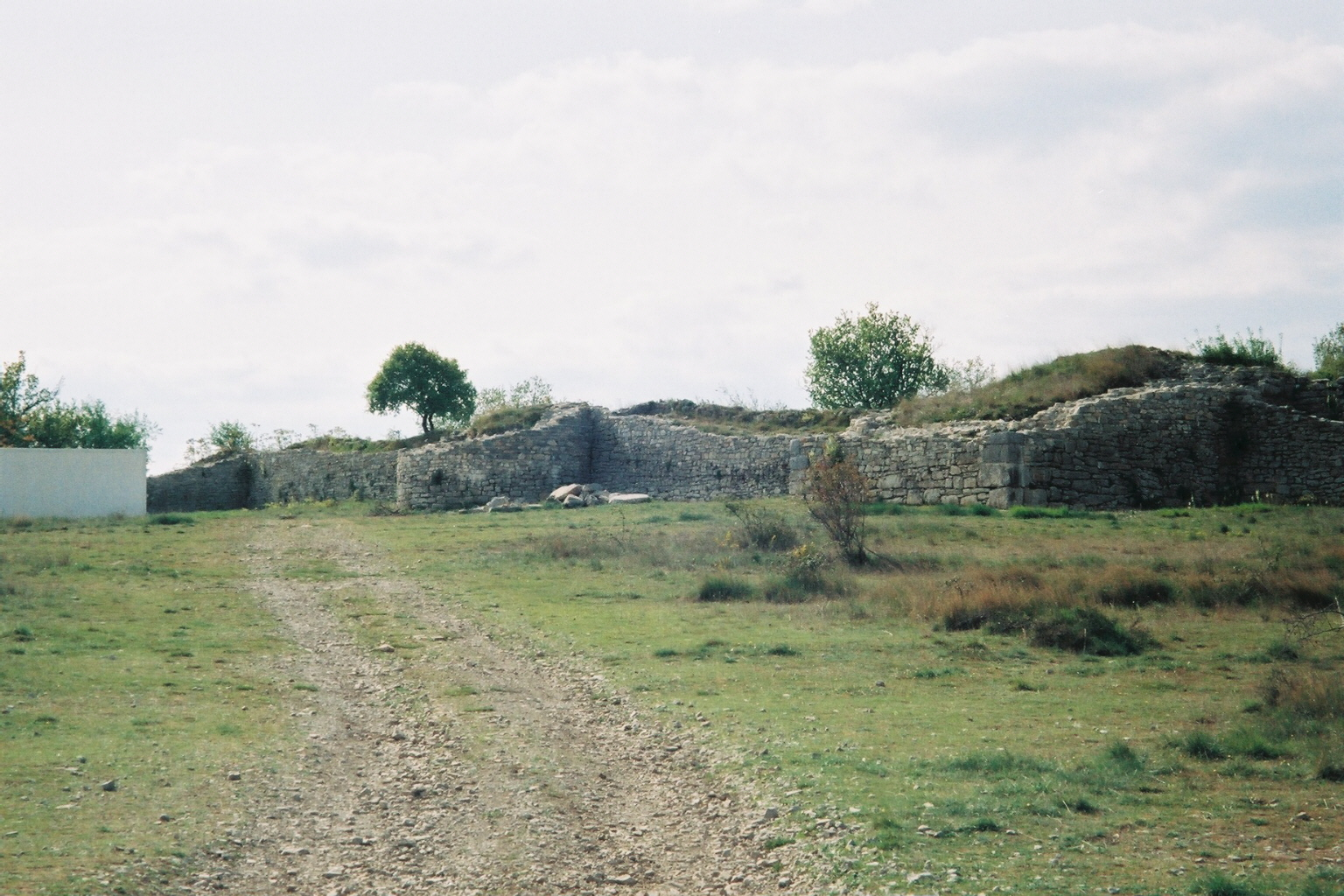
La muraille de l'oppidum de Jastres-nord.
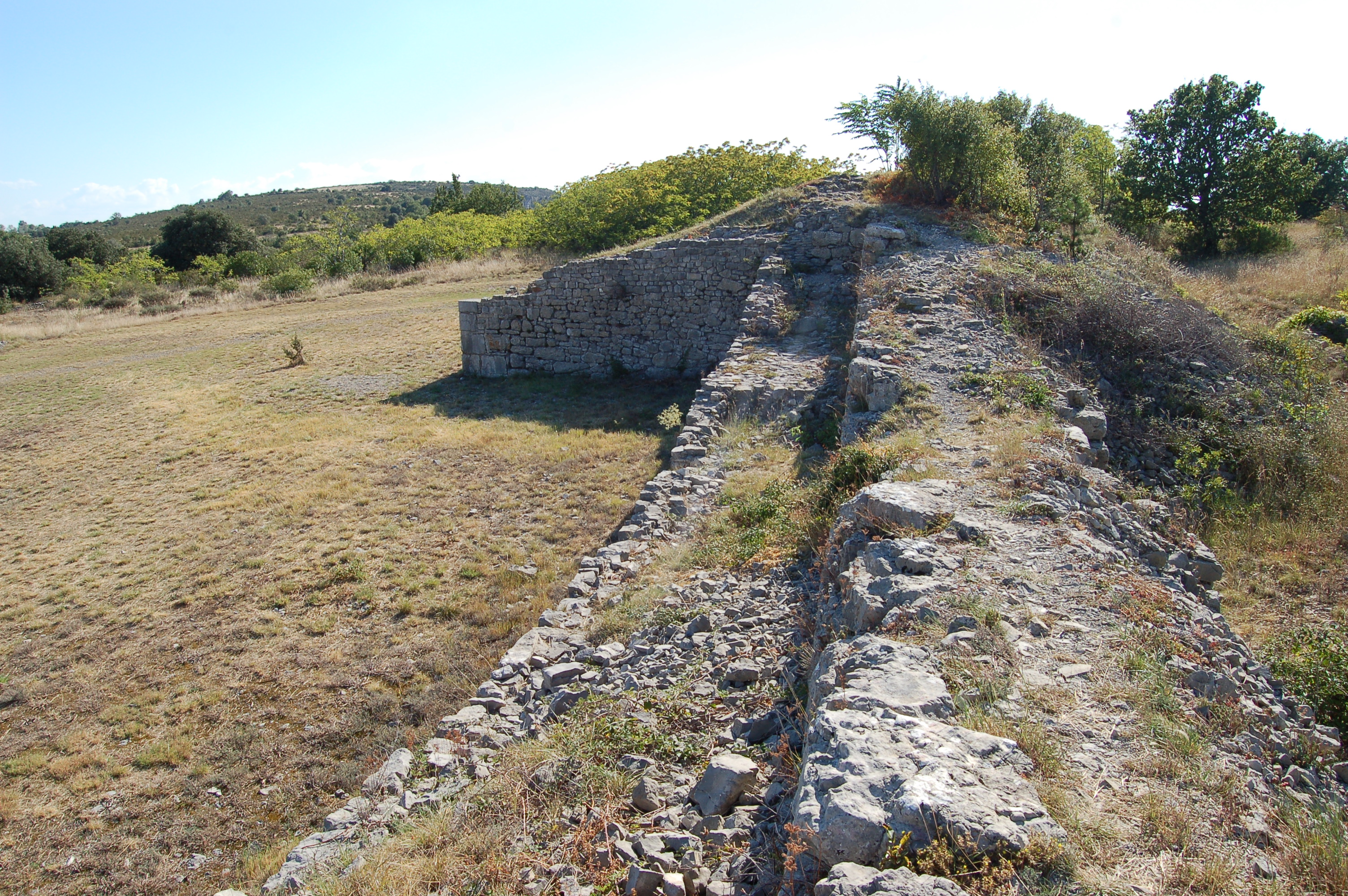
Ruine de l'oppidum de Jastres.
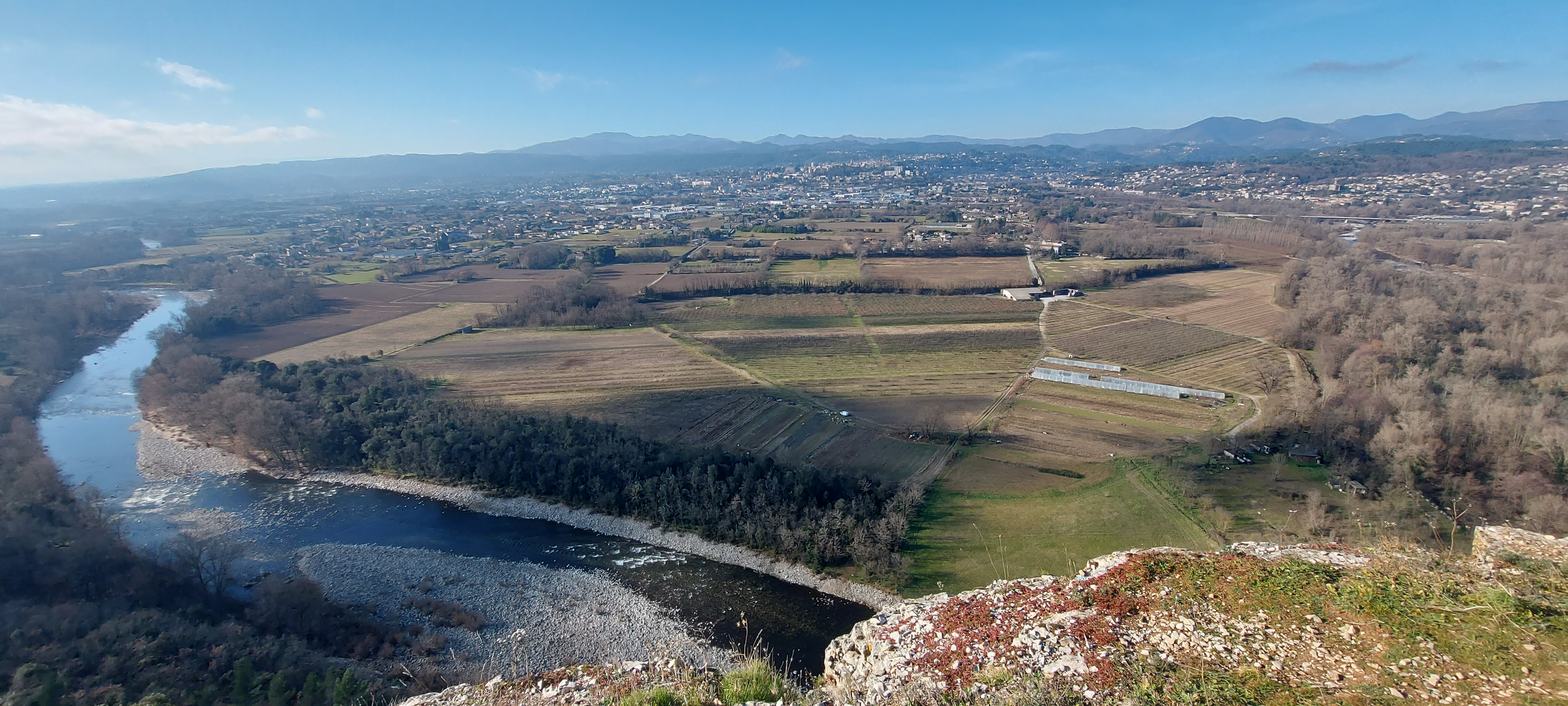
Vue sur l’Ardèche et Aubenas depuis l’oppidum